# テューリンゲン州 (1920年-1952年)

テューリンゲン州

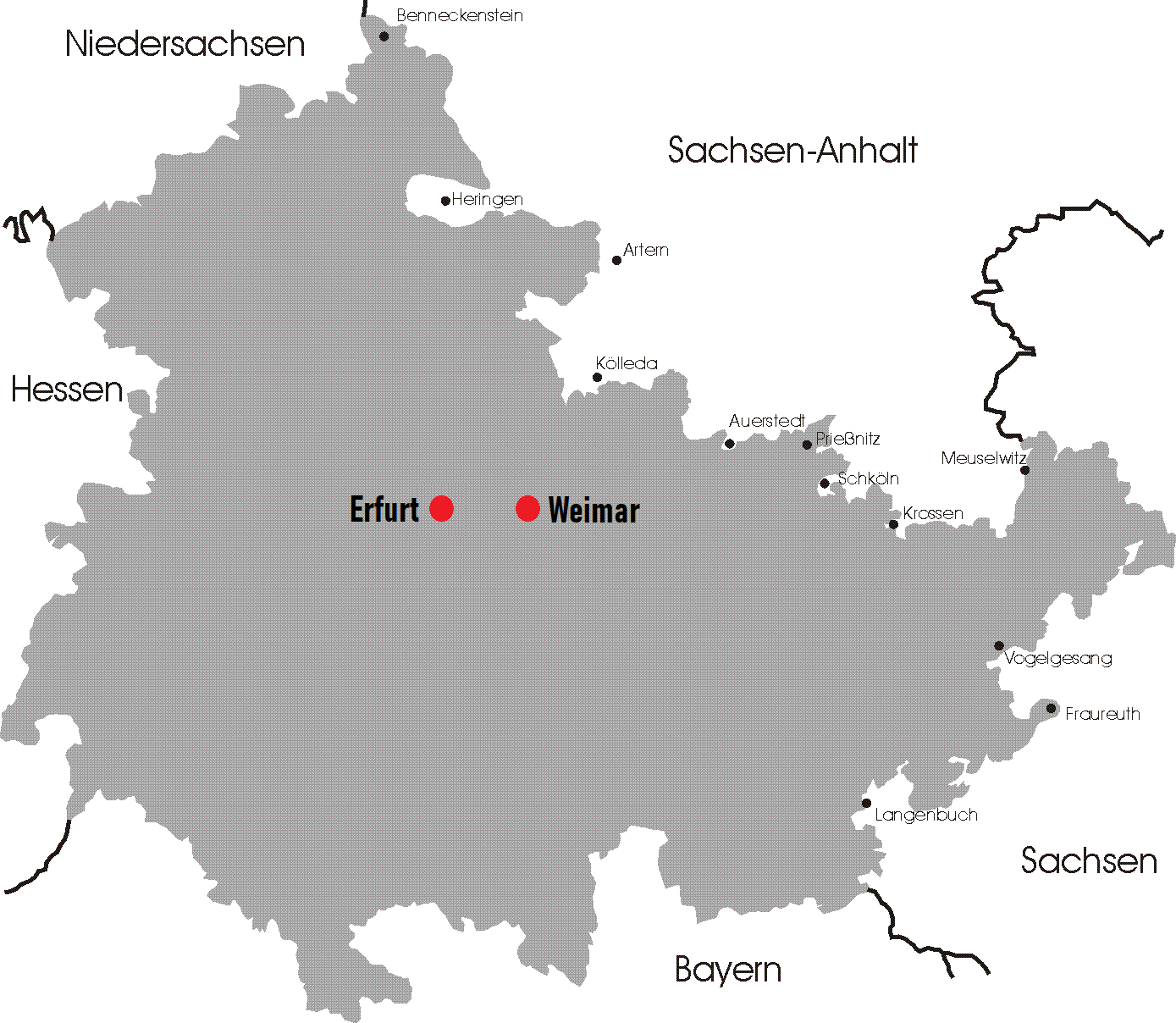
テューリンゲン州の位置。1945-1952年の地図

Land Thüringen

1920年のテューリンゲン州

| 先代 | 次代                           |
| --- | ------------------------------ |
| ザクセン＝ヴァイマル＝アイゼナハ自由州 ザクセン＝マイニンゲン自由州 ザクセン＝アルテンブルク自由州 ザクセン＝ゴータ自由州 シュヴァルツブルク＝ルードルシュタット自由州 シュヴァルツブルク＝ゾンダースハウゼン自由州 ロイス人民州 | エアフルト県 ゲーラ県 ズール県 |
テューリンゲン州（ドイツ語: Land Thüringen）またはテューリンゲン自由州、テューリンゲン自由国（ドイツ語: Freistaat Thüringen）は、1918年のドイツ革命で君主制を廃したテューリンゲン諸邦が1920年に合邦して成立した、ドイツ国の州である。ヴァイマル共和政からナチス・ドイツ、第二次世界大戦後のソ連による占領を経てドイツ民主共和国の州となり、1952年に県に分割されて解体された。

## 概要
1920年5月1日にテューリンゲン諸邦のザクセン＝ヴァイマル＝アイゼナハ自由州、ザクセン＝マイニンゲン自由州、ザクセン＝アルテンブルク自由州、ザクセン＝ゴータ自由州、シュヴァルツブルク＝ルードルシュタット自由州、シュヴァルツブルク＝ゾンダースハウゼン自由州とロイス人民州が合邦して成立した。テューリンゲン諸邦のうち、コーブルク自由州だけはバイエルン自由州との合邦を選んだ。プロイセン自由州ザクセン県（1815年のウィーン会議でザクセン王国からプロイセン王国に割譲された領土）のテューリンゲン地方を取り戻そうとする取り組みもあったが、その努力が実を結ぶことはなかった。
しかし、数世紀に渡って断片化されていたテューリンゲン地方とフランケン地方北部が、テューリンゲン州としてようやくほぼ一体となった。州都はヴァイマルに置かれたが、最大の都市はゲーラであった。

## 紋章
テューリンゲン州の紋章は、1921年4月7日に州議会で定められた。赤地に銀色の星が7つ描かれているが、これは 1920年に合邦した7州を表している。 
1933年にナチ党政権はこの紋章はユダヤ人の象徴であるダビデの星を連想させるとして変更させた。ナチ党がアルテンブルクの画家エルンスト・ミュラー＝グレーフェにデザインさせた紋章は、中央にテューリンゲン方伯の紋章である「ブンデンレーヴェン (赤と銀の縞模様に塗り分けられたライオン)」にハーケンクロイツを持たせたものを配し、左上にはエルネスティン系ザクセン公家の「横縞にラウテンクランツ (上部に葉花冠をあしらった飾り帯)」、右上にシュヴァルツブルク侯家の「鷲」、左下にロイス侯家のライオン、右下にフランケン大公ヘンネベルク家の「雌鶏」 を配したもので、元の紋章の要素として残ったのはインエスカッシャンの盾の形だけだった。この紋章は1933年から1945年まで使用されたが、あまりに動物が多く出てくるために「テューリンゲン動物園 (“Thüringer Tiergarten“)」と揶揄されることもあった。 
第二次世界大戦が終結すると、州の紋章は「赤字に金色のライオンと8つの星」に改められた。8つめの星はプロイセン自由州ザクセン県から編入された地域を示している。この8つの星は、テューリンゲン地方の統合の象徴として、現在のテューリンゲン自由州の紋章にも引き継がれている。    

## 成立
テューリンゲン諸邦では、1918年の末頃には早くもプロイセン領内を含むテューリンゲン地方を統一すべく交渉が持たれていた。しかしプロイセン自由州は領土変更を受け入れなかったため、1919年にいわゆる「小テューリンゲン主義」による解決を図る方針となった。 
合邦交渉において、ザクセン＝マイニンゲン自由州とコーブルク自由州は合邦に参加することに懸念を示した。レンシュタイクより南のフランケン地方北部は言語的にフランケン地方南部との繋がりが強固なうえ、1803年の帝国代表者会議主要決議でバイエルン選帝侯領に組み込まれた土地だったからである。しかし、ザクセン＝マイニンゲン自由州の懸念は、ゾンネベルク地区およびゾンネベルク商工会議所の存在保証を行うことで解消された。一方、コーブルク自由州は1919年11月30日に実施した住民投票でテューリンゲン州への参加反対に88%もの票が集まり、1920年7月1日にバイエルン自由州に合邦することになった。 
1920年4月30日制定の統合法 (RGBl. I S. 841) でコーブルク自由州を除く7州での合邦が決定し、翌5月1日に州都をヴァイマルとする総面積11,763平方キロメートルのテューリンゲン州が成立した。1921年3月11日に制定されたテューリンゲン州憲法と、1919年の合邦規約は、いずれもドイツ民主党のイェーナ支部代表であったエデュアルト・ローゼンタールが起草したものである。

## 1920年から1933年まで

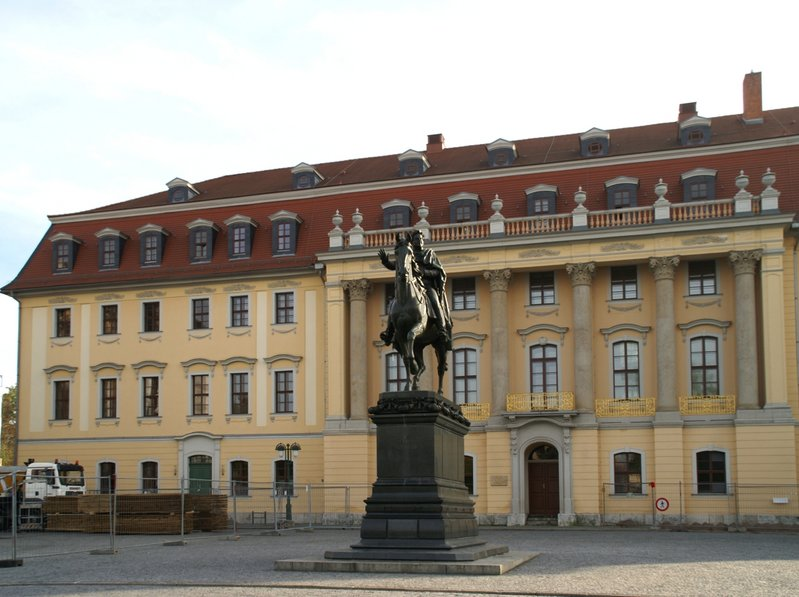
ヴァイマルの旧国会議事堂

テューリンゲンでも、ヴァイマル共和政期は政治的混乱の時代であった。1923年10月、ドイツ社会民主党のアウグスト・フレーリヒは共産党との連立政権を発足させた。しかし、この「労働者政権」は共産党が暴力革命を企図していたことが露見するとヴァイマル共和国軍の介入に遭い、解散に追い込まれた。 
1930年1月には、後にドイツ国内相となるヴィルヘルム・フリックが州内相兼教育相として入閣した。これは地方政府へのナチ党員の初入閣であった。フリックは1931年4月まで同職を務めた。さらに1932年にはテューリンゲン大管区指導者フリッツ・ザウケルが州首相に就任した。 
テューリンゲン州では、州首相が元首であった。1920年から1945年までの州首相は以下のとおりである。 
- 1920-1921年：アルノルト・パウルセン（ドイツ語版） （民主党）
- 1921-1924年：アウグスト・フレーリヒ（ドイツ語版） （社会民主党）
- 1924-1928年：リヒャルト・ロイトホイサー（ドイツ語版） （人民党）
- 1928-1930年：アルノルト・パウルセン （民主党）
- 1930-1932年：エルヴィン・バウム（ドイツ語版） （農民同盟（ドイツ語版））
- 1932-1933年：フリッツ・ザウケル （ナチ党）
- 1933-1945年：ヴィリー・マルシュラー（ドイツ語版） （ナチ党）

## 1933年から1945年まで

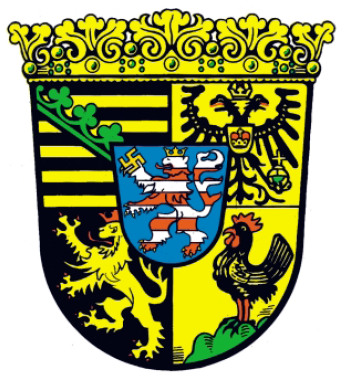
ナチ党が新たに指定した州の紋章

1933年にアドルフ・ヒトラーが権力を掌握すると、強制的同一化により各州の自治権は奪われていった。ヴァイマル郡のノーラとバート・ズルツァには、反ナチ党分子を収容するための保護拘禁収容所が設けられた。ナチ党はさまざまな暴力機構を用いて反党分子を弾圧したが、反ナチ運動が収まることはなかった。州首相フリッツ・ザウケルはテューリンゲンの国家代理官に就任し、ヴィリー・マルシュラーが後任の州首相となった。1934年1月30日のライヒ改造法により、テューリンゲン州は自治権を完全に失い、州都ヴァイマルはナチ党のテューリンゲン大管区の管区都となった。また、テューリンゲン州政府庁舎はナチ党に接収された。元々ナチ党の大管区は党地方組織として国会の選挙区割に合わせて設けられていたため、テューリンゲン大管区の範囲にはエアフルトやシュマルカルデンも含まれていた。1937年にはヴァイマルの近くにブーヘンヴァルト強制収容所、1943年にはノルトハウゼンにミッテルバウ＝ドーラ強制収容所が作られた。 
第二次世界大戦中、テューリンゲン州はドイツの他の地域に比べると空襲の被害は小さかったが、工廠を併設していたミッテルバウ＝ドーラ強制収容所に近いノルトハウゼンはほぼ完全に破壊された。この他、イェーナとゲーラも大きな被害を受けた。エアフルトは市街の約10%が破壊された。

## 1945年までの管理

### 人口と行政区分
テューリンゲン州には、1922年9月の時点で91独立市と2013市町村、93無行政地区を擁していた (無行政地区のほとんどはマイニンゲン郡にあった)。人口10万人を越えるような大都市はなく、数万人程度の中規模都市が22あった。ゲーラは州で最大の都市であったが、旧諸邦で最大だったザクセン＝ヴァイマル＝アイゼナハの首都で州第3位の都市ヴァイマルが州都となった。現在のテューリンゲン州州都であるエアフルトなどの大都市は当時プロイセン自由州ザクセン県に含まれており、テューリンゲン州には属していなかった。 
| 都市               | 面積 （平方キロメートル） | 人口 （国勢調査結果） | 人口 （国勢調査結果） | 人口 （国勢調査結果） |
| 都市               | 1925年                    | 1925年                | 1933年                | 1939年                |
| ゲーラ             | 47.52                     | 81402                 | 83,775                | 81,931                |
| イェーナ           | 47.17                     | 52,649                | 58,357                | 68,377                |
| ヴァイマル         | 37.69                     | 45,957                | 49,327                | 65,916                |
| ゴータ             | 48.69                     | 45,780                | 47,848                | 51,995                |
| アイゼナハ         | 24.55                     | 43,385                | 44,695                | 50,464                |
| アルテンブルク     | 17,23                     | 42,570                | 43,736                | 44,338                |
| グライツ           | 44.18                     | 37,490                | 39,903                | 38,933                |
| アポルダ           | 16,66                     | 25,703                | 27,834                | 27,936                |
| アルンシュタット   | 26.93                     | 21,693                | 22,024                | 22,619                |
| ゾンネベルク       | 12.92                     | 19,157                | 20,083                | 20,204                |
| マイニンゲン       | 31.93                     | 18,221                | 18,833                | 19,796                |
| ザールフェルト     | 24.63                     | 17,960                | 19,148                | 21,980                |
| ルードルシュタット | 16,72                     | 15,711                | 16,863                | 18,222                |
| ペスネック         | 147.82                    | 14,625                | 15,712                | 16,045                |
| ツェラ＝メーリス   | 26,80                     | 14,423                | 14,100                | 16,363                |
| イルメナウ         | 10.75                     | 13,612                | 14,258                | 16,306                |
| シュメルン         | 16.57                     | 13,475                | 13,928                | 13,020                |
| モイゼルヴィッツ   | 10.69                     | 11,571                | 11,050                | 10,660                |
| アイゼンベルク     | 14,92                     | 11,317                | 11,371                | 11,103                |
| ツォイレンローダ   | 14,50                     | 11,047                | 12,247                | 12,481                |
| ヴァイダ           | 12.54                     | 10,040                | 11,040                | 11,150                |
| ゾンダースハウゼン | 17.34                     | 9,978                 | 10,677                | 10,907                |

1922年10月に地方行政改革が実施され、10都市 (Stadtkreis) と16郡 (Landkreis、カンブルク地区を含む) となり、郡の区割りは郡裁判所の管轄範囲に合わせて定められた。人口は1925年6月16日に行われたテューリンゲン州初の国勢調査による数字である。 
| 市/郡                  | 下位市町村の数 | 人口 (1925年6月16日付) | 旧区分                             | 下位市町村の数 | 人口      |
| アルテンブルク市       | 1              | 42.570                 | アルテンブルク                     | 125            | 80,738    |
| アルテンブルク郡       | 190            | 95,547                 | アルテンブルク                     | 125            | 80,738    |
| アルテンブルク郡       | 190            | 95,547                 | モイゼルヴィッツ                   | 21             | 27,389    |
| アルテンブルク郡       | 190            | 95,547                 | シュメルン                         | 45             | 29,990    |
| アルンシュタット市     | 1              | 21.693                 | アルンシュタット                   | 43             | 48,217    |
| アルンシュタット郡     | 98             | 88,292                 | アルンシュタット                   | 43             | 48,217    |
| アルンシュタット郡     | 98             | 88,292                 | ゲーレン                           | 15             | 22,150    |
| アルンシュタット郡     | 98             | 88,292                 | イルメナウ                         | 17             | 29,763    |
| アルンシュタット郡     | 98             | 88,292                 | シュタットイルム                   | 24             | 9,855     |
| カンブルク地区 ¹)      | 44             | 9.771                  | カンブルク                         | 44             | 9,771     |
| アイゼナハ市           | 1              | 43.385                 | アイゼナハ                         | 52             | 70,376    |
| アイゼナハ郡           | 157            | 96.525                 | アイゼナハ                         | 52             | 70,376    |
| アイゼナハ郡           | 157            | 96.525                 | ガイサ                             | 23             | 7,437     |
| アイゼナハ郡           | 157            | 96.525                 | ゲルシュトゥンゲン                 | 20             | 12,237    |
| アイゼナハ郡           | 157            | 96.525                 | カルテンノルトハイム               | 22             | 10,425    |
| アイゼナハ郡           | 157            | 96.525                 | シュタットレンクスフェルト         | 14             | 9,509     |
| アイゼナハ郡           | 157            | 96.525                 | タール＝ハイリゲンシュタイン       | 10             | 12,434    |
| アイゼナハ郡           | 157            | 96.525                 | ヴァハ                             | 17             | 17,492    |
| ゲーラ市               | 1              | 81.402                 | ゲーラ                             | 65             | 104,905   |
| ゲーラ郡               | 210            | 88,345                 | ゲーラ                             | 65             | 104,905   |
| ゲーラ郡               | 210            | 88,345                 | ノイシュタット・アン・デア・オルラ | 39             | 17,986    |
| ゲーラ郡               | 210            | 88,345                 | アウマ地区                         | 15             | 4,755     |
| ゲーラ郡               | 210            | 88,345                 | ローネベルク                       | 45             | 20,009    |
| ゲーラ郡               | 210            | 88,345                 | ヴァイダ                           | 47             | 22,092    |
| ゴータ市               | 1              | 45.780                 | ゴータ                             | 52             | 79,741    |
| ゴータ郡               | 104            | 104,178                | ゴータ                             | 52             | 79,741    |
| ゴータ郡               | 104            | 104,178                | グレーフェントンナ                 | 12             | 10,585    |
| ゴータ郡               | 104            | 104,178                | オーアドルフ                       | 16             | 25,750    |
| ゴータ郡               | 104            | 104,178                | ヴァルタースハウゼン               | 24             | 32,634    |
| ゴータ郡               | 104            | 104,178                | ツェラ＝メーリス                   | 2              | 15,671    |
| ツェラ＝メーリス市     | 1              | 14.423                 | ツェラ＝メーリス                   | 2              | 15,671    |
| グライツ市             | 1              | 37.490                 | グライツ                           | 52             | 61,548    |
| グライツ郡             | 85             | 50,802                 | グライツ                           | 52             | 61,548    |
| グライツ郡             | 85             | 50,802                 | ツォイレンローダ                   | 34             | 26,744    |
| ヒルトブルクハウゼン郡 | 108            | 60,239                 | アイスフェルト                     | 34             | 20,245    |
| ヒルトブルクハウゼン郡 | 108            | 60,239                 | ヘルトブルク                       | 19             | 7,054     |
| ヒルトブルクハウゼン郡 | 108            | 60,239                 | ヒルトブルクハウゼン               | 24             | 16,724    |
| ヒルトブルクハウゼン郡 | 108            | 60,239                 | テマール地区                       | 15             | 7,956     |
| ヒルトブルクハウゼン郡 | 108            | 60,239                 | レーミルト                         | 16             | 8,260     |
| マイニンゲン郡         | 98             | 84,750                 | マイニンゲン                       | 44             | 39,044    |
| マイニンゲン郡         | 98             | 84,750                 | オストハイム・フォア・デア・レーン | 7              | 5,097     |
| マイニンゲン郡         | 98             | 84,750                 | バート・ザルツンゲン               | 28             | 27,966    |
| マイニンゲン郡         | 98             | 84,750                 | ヴァウンゲン                       | 19             | 12,643    |
| ルードルシュタット郡   | 105            | 65,693                 | ケーニヒゼー                       | 31             | 15,382    |
| ルードルシュタット郡   | 105            | 65,693                 | オーバーヴァイスバッハ             | 12             | 14,971    |
| ルードルシュタット郡   | 105            | 65,693                 | ルードルシュタット                 | 62             | 35,340    |
| ザールフェルト郡       | 118            | 73.664                 | グレーフェンタール                 | 34             | 20,120    |
| ザールフェルト郡       | 118            | 73.664                 | ペスネック                         | 19             | 19,166    |
| ザールフェルト郡       | 118            | 73.664                 | ザールフェルト                     | 42             | 28,855    |
| ザールフェルト郡       | 118            | 73.664                 | ロイテンベルク地区                 | 23             | 5,523     |
| シュライツ郡           | 97             | 48,482                 | ヒルシュベルク                     | 18             | 7,993     |
| シュライツ郡           | 97             | 48,482                 | ローベンシュタイン                 | 34             | 19,547    |
| シュライツ郡           | 97             | 48,482                 | シュライツ                         | 45             | 20,942    |
| ゾンダースハウゼン郡   | 71             | 72,164                 | エーベレーベン                     | 25             | 14,817    |
| ゾンダースハウゼン郡   | 71             | 72,164                 | シュロトハイム地区                 | 6              | 7,493     |
| ゾンダースハウゼン郡   | 71             | 72,164                 | フランケンハウゼン                 | 13             | 18,620    |
| ゾンダースハウゼン郡   | 71             | 72,164                 | グロイセン                         | 14             | 9,475     |
| ゾンダースハウゼン郡   | 71             | 72,164                 | ゾンダースハウゼン                 | 13             | 21,759    |
| ゾンネベルク郡         | 56             | 79,896                 | シャルカウ                         | 19             | 8,878     |
| ゾンネベルク郡         | 56             | 79,896                 | ゾンネベルク                       | 30             | 46,254    |
| ゾンネベルク郡         | 56             | 79,896                 | シュタイナハ                       | 7              | 24,764    |
| シュタットローダ郡 ²)  | 195            | 77,098                 | アイゼンベルク                     | 39             | 22,473    |
| シュタットローダ郡 ²)  | 195            | 77,098                 | カーラ                             | 40             | 16,583    |
| シュタットローダ郡 ²)  | 195            | 77,098                 | シュタットローダ                   | 55             | 20,128    |
| シュタットローダ郡 ²)  | 195            | 77,098                 | イェーナ                           | 62             | 70,563    |
| イェーナ市             | 1              | 52,649                 | イェーナ                           | 62             | 70,563    |
| ヴァイマル市           | 1              | 45,957                 | ヴァイマル                         | 49             | 61,792    |
| ヴァイマル郡           | 208            | 102,802                | ヴァイマル                         | 49             | 61,792    |
| ヴァイマル郡           | 208            | 102,802                | アルシュテット                     | 11             | 9,023     |
| ヴァイマル郡           | 208            | 102,802                | ブランケンハイン                   | 41             | 17,958    |
| ヴァイマル郡           | 208            | 102,802                | ブットシュテット                   | 29             | 17,834    |
| ヴァイマル郡           | 208            | 102,802                | グロースルーデシュテット           | 21             | 14,814    |
| ヴァイマル郡           | 208            | 102,802                | フィーゼルバッハ                   | 25             | 9,427     |
| ヴァイマル郡           | 208            | 102,802                | アポルダ                           | 34             | 43,614    |
| アポルダ市             | 1              | 2,703                  | アポルダ                           | 34             | 43,614    |
| テューリンゲン州       | 1,954          | 1,609,300              | テューリンゲン州                   | 1,954          | 1,609,300 |

¹）1939年3月16日の州法により、カンブルグ地区は1939年4月1日付でシュタットローダ郡に編入された。 ²）シュタットローダ郡は、1922年の時点ではイェーナ＝ローダと呼ばれていた (出典： Die neue Kreiseinteilung des Landes Thüringen vom Jahre 1922）。

### 領域変更
1928年にはザクセン自由州とテューリンゲン州で境界の調整が行われ、ザクセン自由州の土地1,778ヘクタールおよび住民2,900人と、テューリンゲン州の土地1,115ヘクタールおよび住民4,890人が交換された。 
1944年4月1日にはプロイセン自由州ヘッセン＝ナッサウ県が解体され、シュマルカルデン郡が分割されてエアフルト行政管区とザクセン県に統合された。エアフルト行政管区は州総督としてのテューリンゲン国家代理官に従属していたが、法律上はプロイセン自由州の領土であることに変わりはなかった。この地域が法的にもテューリンゲン州に組み込まれるのは、第二次世界大戦後のことである。

## 第二次世界大戦後

東ドイツ初期のテューリンゲン州（1949–1952）

1952年までのテューリンゲン州の紋章

1945年3月末には連合軍がテューリンゲンに接近した。もはや敗戦間近なのは誰の目にも明らかであったが、ナチ将校はテューリンゲンを防衛大管区とし、アイゼナハの西にあるヴェラ川の防衛線を最後の1人になってでも死守するよう厳命した。このため4月1日のトレーフフルトおよびゲルストゥンゲンの戦いには国民突撃隊やヒトラーユーゲント、さらには後方で休養中だった兵士までが動員され、アメリカ軍との戦闘で350人が死亡し、クロイツブルクは市街の約85%が破壊された。非力な混成部隊ではアメリカ軍の攻勢を押しとどめることはできず、それから2週間もしないうちにテューリンゲン州全体がアメリカ軍の占領下に置かれた。また、4月6日にはゲーラが空襲を受けた。 
ヤルタ会談での決定により、テューリンゲン州はオストハイム・フォア・デア・レーンの飛び地を除いて、1945年7月2日から6日にかけてソ連占領地帯 (SBZ) に組み込まれた。その際、テューリンゲン州にはプロイセン自由州からエアフルト行政管区が編入されて総面積は15,585km²となり、新憲法が制定されて紋章も改められた。一方、オストハイム・フォア・デア・レーンはアメリカ軍占領地帯となったバイエルンに編入された。 
1946年には自由選挙で州議会が選出された。1949年にドイツ民主共和国が建国されたが、1950年の選挙はドイツ社会主義統一党とその衛星政党による選挙連合「国民戦線」しか立候補が許されない形ばかりの選挙で、秘密投票の原則も侵され、棄権したり投票しなかった者は迫害を受けた。その後、1952年に中央集権体制を確立するため、州の自治権を縮小して県に分割することが決定され、同年に行われた憲法改正によって、エアフルト県、ゲーラ県およびズール県の3つに分割された。

### 戦後の州首相
- 1945年：ヘルマン・ブリル（ドイツ語版）（社会民主党）
- 1945年-1947年：ルドルフ・パウル（ドイツ語版）（社会民主党→ドイツ社会主義統一党）
- 1947年-1952年：ヴェルナー・エッゲラート（ドイツ語版）（社会主義統一党）